# Donauflottille (Kriegsmarine)
Die Donauflottille war eine deutsche Flottille der Kriegsmarine im Zweiten Weltkrieg, welche hauptsächlich auf der Donau eingesetzt wurde.

## Vorgeschichte
Die Vorgeschichte der Donauflottille reicht zurück bis in das Jahr 1514. Bis zum Jahr 1918 wurde die Donauflottille von der Österreichischen Marine betrieben.

## Geschichte

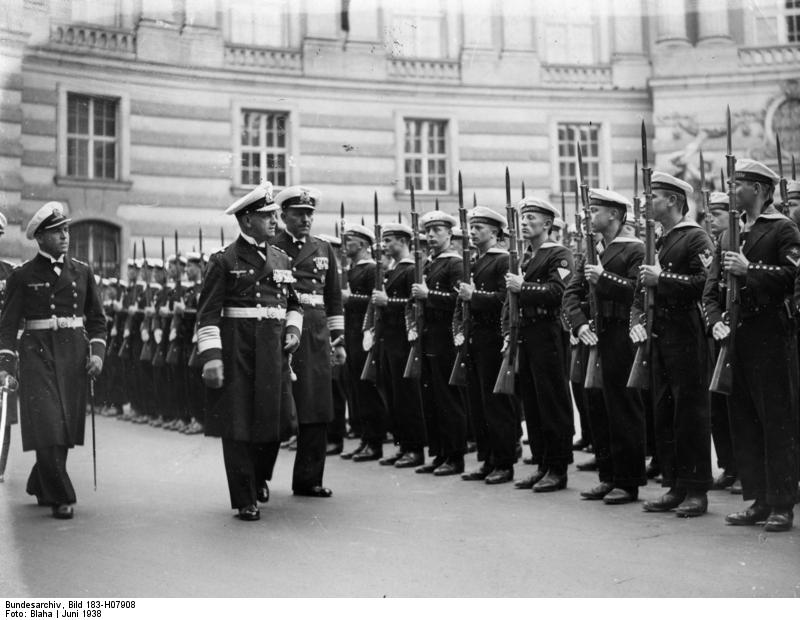
Der Chef der Donauflottille, Kapitän zur See Heinz Degenhardt, mit Generaladmiral Erich Raeder beim Abschreiten der Ehrenkompanie der Donauflottille, Juni 1938 in Wien.

Nachdem der sogenannte Anschluss Österreichs Ende März 1938 erfolgt war, wurden in Linz die Wachfahrzeuge des Bundesheeres durch den Kapitän zur See Heinz Nordmann in die deutsche Kriegsmarine übernommen. Diese bildeten mit anderen meist akquirierten Fahrzeugen die Grundlage der neuen Donauflottille. Im gleichen Monat ordnete der Oberbefehlshaber der Kriegsmarine (OKM), Generaladmiral Erich Raeder, die erneute Bildung einer Donauflottille an. Dies erfolgte mit dem Hinweis auf die Tradition der k.u.k. Donauflottille. Sitz des Flottillenkommandos wurde Linz und so waren Teile der Mannschaften in die Hiller-Kaserne untergebracht, wobei die Dienststellen der Donauflottille allgemein im Wehrkreis XVII lagen. Ein Teil der österreichischen Pioniere wechselten in die Kriegsmarine. Der Hauptliegeplatz der Donauflottille wurde der Winterhafen in der Befestigungsanlage Am Winterhafen in Linz.
Anfangs war die Donauflottille direkt dem OKM unterstellt, war aber über das gesamte Bestehen hinweg vom Gebiet her dem Generalkommando XVII. Armeekorps zugeteilt. Dabei gehörte die Donauflottille zur Marinestation der Ostsee und verwaltungstechnisch fiel sie in den Aufgabenbereich des 2. Admirals der Marinestation der Ostsee. Bei den wirtschaftlichen und personaltechnischen Angelegenheiten bzgl. Unteroffiziere und Mannschaften war aber der 2. Admiral der Marinestation der Nordsee verantwortlich. Im Dezember 1938 wurde die Unterstellung vom OKM direkt auf die Marinestation der Ostsee geändert.
Mit dem Kriegsausbruch wurde, da die Donau nicht als Kriegsraum angesehen wurde, die Donauflottille nach Holland verlegt. Von Mai 1940 bis April 1941 wurde die Donauflottille unter dem Kommandierender Admiral in den Niederlanden im Raum Holland eingesetzt. Anschließend folgte dann die Rückverlegung auf die Donau.
Die Donauflottille wurde nun unter das Marinegruppenkommando Süd eingegliedert und kam nach Beginn des Russlandfeldzuges in das Schwarze Meer. Hier bildete sie den Grundstock der maritimen Einheiten. Sie wurde daher zu den Seestreitkräften im Schwarzen Meer und war ab Januar 1942 dem Admiral Schwarzes Meer unterstellt. In Personalunion war der Flottillenchef bis zum Abschluss der Arbeiten im August 1942 auch Räumchef Krim.
Im Juni 1943 wurde die Donauflottille aufgeteilt. Mit der Aufteilung wurden die im Schwarzen Meer eingesetzten Teile zur 30. Geleitflottille und zur 30. Räumbootsflottille, welche dem Admiral Schwarzes Meer unterstellt blieben. Eine Donauflottille verblieb als Einheit, untergliedert in mehreren Gruppen, auf der Donau im Bereich des Eisernen Tores. Diese wurde Anfang Januar 1945 in zwei separate Donauflottillen aufgeteilt.
Im April 1944 wurde als Gegenpol zur deutschen Donauflottille die sowjetische Donauflottille aufgestellt.

### 1. Donauflottille
Von der Aufstellung Anfang Januar 1945 bis Kriegsende wurde die 1. Donauflottille von Korvettenkapitän d. R. Kurt Seifert geführt.

### 2. Donauflottille
Von der Aufstellung Anfang Januar 1945 bis Kriegsende wurde die 2. Donauflottille von Fregattenkapitän Eduard Helleparth, ehemals mit der Wahrnehmung des Geschäfte als Chef der vormaligen Donauflottille beauftragt, geführt.

## Flottillenchefs
- Kapitän zur See Heinz Degenhardt: von der Aufstellung bis November 1938
- Fregattenkapitän/Kapitän zur See Hans Bütow: von November 1938 bis November 1939
- Kapitänleutnant/Korvettenkapitän Hans Stubbendorff: von November 1939 bis Juli 1941
- Korvettenkapitän Friedrich Petzel: von Juli 1941 bis November 1941 (†)[4]
- Korvettenkapitän Eduard Helleparth: von November 1941 bis Januar 1942 mit der Wahrnehmung der Geschäfte beauftragt
- Korvettenkapitän Friedrich-Karl Birnbaum: von Januar 1942 bis Juni 1943, später u. a. Chef der 1. Geleitflottille und der 9. Torpedoboots-Flottille
- Korvettenkapitän Viktor Mohr: von Juli 1943 bis Dezember 1944

## Schiffe der Donauflottille (Auswahl)
- Bechelaren (ex President Masaryk): Flottillenführungsboot
- siehe auch: Liste von Schiffen der Kriegsmarine